# Neuroleon (Neuroleon) canariensis
Neuroleon (Neuroleon) canariensis is een insect uit de familie van de mierenleeuwen (Myrmeleontidae), die tot de orde netvleugeligen (Neuroptera) behoort. 
Neuroleon (Neuroleon) canariensis is voor het eerst wetenschappelijk beschreven door Navás in 1906.